# Fransje van der Waals
Fransje Willemien van der Waals (Heemstede (Noord-Holland), 25 februari 1950) is een (voormalig) Nederlands huisarts, SCEN-arts (SCEN staat voor Steun en Consultatie bij Euthanasie in Nederland) en hoogleraar. 
Ze was dochter van Jacob Cornelis van der Waals en Christine Luise Elisabeth Helene Johanna Adelheid (Tine) Koenigs. De levenspartner van Van der Waals is viroloog Jaap Goudsmit. Het koppel heeft drie dochters.
Haar middelbare school doorliep ze in Haarlem (Coornhert Lyceum|College, 1963-1969). Daarna ging ze geneeskunde studeren aan de Universiteit van Amsterdam (UvA, 1970-1978). Aanvullend startte ze in 1978 een onderzoek aan het National Institutes of Health in Bethesda (Maryland). Ze vestigde zich in 1981 als huisarts in Amsterdam met een praktijk aan de Reguliersgracht. Ze zou die tot 2021 voeren. Dit combineerde ze tussen 1987 en 1999 met de functie Hoofd Vrouwenstudies Geneeskunde bij de UvA en van 1991 tot 1995 met een promotieonderzoek naar het verschil van gebruik en werking van benzodiazepine bij mannen en vrouwen. Ook is ze vanaf 2001 SCEN-arts. Ze richtte in 2003 bovendien Hearthefoundation op, waarvan ze tussen 2003 en 2021 directeur was. Die stichting zet zich in voor educatieve programma’s voor aanstaande medici in bijvoorbeeld ontwikkelingslanden Als basis gold de bestrijding van het Hivvirus, maar in later jaren breidde het palet van de stichting zich uit. Tot slot was ze tussen 2014 en 2020 hoogleraar Global Health Education aan de UvA.
Van der Waals schreef artikelen omtrent de behandeling van gezondheidsproblemen bij vrouwen in een tijd dat de behandeling van ziektes nog altijd gebaseerd was op bij de behandeling van dezelfde ziekte bij mannen. Dat resulteerde in een aantal boeken daarover bijvoorbeeld Het lieve lijf uit 1983. Van haar verschenen medische artikelen over het probleem in tijdschriften Elle, Marie Claire en Santé.   
Gedurende de tijd dat ze als huisarts functioneerde was ze SCEN-arts, waarbij ze ook regelmatig betrokken was in overlegcircuits om hoe om te gaan tussen de theorie en praktijk binnen de euthanasieregelgeving, als ook het verschil in beleid tussen Nederland en de rest van de wereld. Ze kreeg in de 21e eeuw te maken met de tegenstelling wilsbekwaamheid en dementie binnen de behandeling naar euthanasie.  
In 2021 ging ze met pensioen, maar omdat ze niet stil kan zitten, zette ze zich in als vrijwilliger binnen de gezondheidswereld (huisartsenposten, vaccinatie etc.)